# Bolgrad-Gletscher
Der Bolgrad-Gletscher (bulgarisch ледник Болград lednik Bolgrad) ist ein 7,4 km langer und 5,7 km breiter Gletscher im westantarktischen Ellsworthland. Auf der Westseite der südlichen Sentinel Range im Ellsworthgebirge fließt er südlich des Brook- und nördlich des Sirma-Gletschers vom Mount Allen, Mount Liptak und Mount Southwick in westsüdwestlicher Richtung und mündet südlich des Krusha Peak in den Bender-Gletscher.
US-amerikanische Wissenschaftler kartierten ihn 1988. Die bulgarische Kommission für Antarktische Geographische Namen benannte ihn 2010 nach dem 1858 gegründeten Bolgrader Gymnasium im ukrainischen Bolhrad.